# Pentacalia
Pentacalia är ett släkte av korgblommiga växter. Pentacalia ingår i familjen korgblommiga växter.

## Dottertaxa tillPentacalia, i alfabetisk ordning[1]
- Pentacalia abietina
- Pentacalia aclydiphylla
- Pentacalia albipanquei
- Pentacalia albotecta
- Pentacalia almorzana
- Pentacalia americana
- Pentacalia amplexicaulis
- Pentacalia andrei
- Pentacalia antioquensis
- Pentacalia apiculata
- Pentacalia arborea
- Pentacalia arbutifolia
- Pentacalia archeri
- Pentacalia asplundii
- Pentacalia axillariflora
- Pentacalia bacopoides
- Pentacalia badilloi
- Pentacalia balsasana
- Pentacalia barkleyana
- Pentacalia batallonensis
- Pentacalia beckii
- Pentacalia befarioides
- Pentacalia breviligulata
- Pentacalia brittoniana
- Pentacalia cacaosensis
- Pentacalia cadiriensis
- Pentacalia calyculata
- Pentacalia campii
- Pentacalia candelariae
- Pentacalia caracasana
- Pentacalia carchiensis
- Pentacalia cardenasii
- Pentacalia carpishensis
- Pentacalia carrikeri
- Pentacalia carupana
- Pentacalia chachapoyensis
- Pentacalia chaquiroensis
- Pentacalia chimborazensis
- Pentacalia chulumanica
- Pentacalia cleefii
- Pentacalia colombiana
- Pentacalia comarapensis
- Pentacalia corazonensis
- Pentacalia corymbosa
- Pentacalia cuatrecasana
- Pentacalia cutervonis
- Pentacalia danielis
- Pentacalia davidsmithii
- Pentacalia decomposita
- Pentacalia desiderabilis
- Pentacalia diamantensis
- Pentacalia dictyophlebia
- Pentacalia diplostephioides
- Pentacalia disciformis
- Pentacalia divisoria
- Pentacalia elatoides
- Pentacalia ellipticifolia
- Pentacalia empetroides
- Pentacalia encanoana
- Pentacalia epidendra
- Pentacalia favillosa
- Pentacalia fimbriifera
- Pentacalia firmipes
- Pentacalia floccosa
- Pentacalia flocculidens
- Pentacalia flosfragrans
- Pentacalia freemanii
- Pentacalia gelida
- Pentacalia genuflexa
- Pentacalia gibbiflora
- Pentacalia greenmaniana
- Pentacalia guadalupe
- Pentacalia guambiana
- Pentacalia guicanensis
- Pentacalia hachana
- Pentacalia hammenii
- Pentacalia harrietae
- Pentacalia haticoensis
- Pentacalia haughtii
- Pentacalia herzogii
- Pentacalia hillii
- Pentacalia hitchcockii
- Pentacalia horickii
- Pentacalia huallagana
- Pentacalia huamaliensis
- Pentacalia huilensis
- Pentacalia iguaquensis
- Pentacalia imbricatifolia
- Pentacalia inornata
- Pentacalia inquisiviensis
- Pentacalia jalcana
- Pentacalia jelskii
- Pentacalia juajibioyi
- Pentacalia karstenii
- Pentacalia kleinioides
- Pentacalia lanceolifolia
- Pentacalia ledifolia
- Pentacalia lewisii
- Pentacalia lindenii
- Pentacalia lophophilus
- Pentacalia loretensis
- Pentacalia lucidissima
- Pentacalia magistri
- Pentacalia magnicaliculata
- Pentacalia magnusii
- Pentacalia mamancanacana
- Pentacalia marinii
- Pentacalia mason-halei
- Pentacalia matagalpensis
- Pentacalia maynasensis
- Pentacalia megaphlebia
- Pentacalia microdon
- Pentacalia micropachyphylla
- Pentacalia miguelii
- Pentacalia millei
- Pentacalia miniaurita
- Pentacalia morazensis
- Pentacalia mucronatifolia
- Pentacalia munchiquensis
- Pentacalia myrsinites
- Pentacalia neblinensis
- Pentacalia nigrostagnosa
- Pentacalia nitida
- Pentacalia novolanata
- Pentacalia nunezii
- Pentacalia ocanensis
- Pentacalia odorata
- Pentacalia onae
- Pentacalia oronocensis
- Pentacalia pachypus
- Pentacalia perijaensis
- Pentacalia peruviana
- Pentacalia petiolincrassata
- Pentacalia phelpsiae
- Pentacalia pleniaurita
- Pentacalia polymera
- Pentacalia pomacochana
- Pentacalia popayanensis
- Pentacalia prunifolia
- Pentacalia psidiifolia
- Pentacalia ptariana
- Pentacalia purpurivenosa
- Pentacalia quirorana
- Pentacalia ramentosa
- Pentacalia reflexa
- Pentacalia reissiana
- Pentacalia retroflexa
- Pentacalia rex
- Pentacalia ricoana
- Pentacalia ricoensis
- Pentacalia rigidifolia
- Pentacalia riotintis
- Pentacalia robertii
- Pentacalia romeroana
- Pentacalia rosmarinifolia
- Pentacalia ruficaulis
- Pentacalia rufohirsuta
- Pentacalia rugosa
- Pentacalia ruiteranii
- Pentacalia sagasteguii
- Pentacalia sailapatensis
- Pentacalia scaphiformis
- Pentacalia schultzei
- Pentacalia sclerosa
- Pentacalia scortifolia
- Pentacalia sevillana
- Pentacalia silvascandens
- Pentacalia sinforosi
- Pentacalia sisavitensis
- Pentacalia sonsonensis
- Pentacalia sotarensis
- Pentacalia streptothamna
- Pentacalia stuebelii
- Pentacalia subarachnoidea
- Pentacalia subglomerosa
- Pentacalia suboppositifolia
- Pentacalia summapacis
- Pentacalia supernitens
- Pentacalia sylvicola
- Pentacalia tablensis
- Pentacalia taironae
- Pentacalia tarapotensis
- Pentacalia teretifolia
- Pentacalia theifolia
- Pentacalia tillettii
- Pentacalia todziae
- Pentacalia tolimensis
- Pentacalia tomasiana
- Pentacalia trianae
- Pentacalia trichopus
- Pentacalia tropicalis
- Pentacalia tunamensis
- Pentacalia ucumariana
- Pentacalia ullucosana
- Pentacalia urbanii
- Pentacalia uribei
- Pentacalia urubambensis
- Pentacalia vaccinioides
- Pentacalia vallecaucana
- Pentacalia vargasiana
- Pentacalia weinmannifolia
- Pentacalia velezii
- Pentacalia venezuelensis
- Pentacalia vernicifolia
- Pentacalia vernicosa
- Pentacalia verticillata
- Pentacalia vicelliptica
- Pentacalia viridialba
- Pentacalia wurdackii
- Pentacalia yanetharum
- Pentacalia yapacana
- Pentacalia yungasensis